# Klaus Rempe
Klaus Rempe (* 6. November 1951 in Münster) ist ein deutscher Psychologe und Sachbuchautor.

## Leben
Rempe absolvierte ein Studium der Angewandten und Klinischen Psychologie in Münster. Danach war er in der Erwachsenenbildung tätig sowie als wissenschaftlicher Mitarbeiter an der Westfälischen Wilhelms-Universität Münster in der Medizinischen Psychologie. Seit 1980 ist Rempe selbstständig als Speaker und Coach tätig.
1980 gründete er sein Institut für Selbstmanagement. Später benannte Rempe es in Klaus Rempe Akademie – Institut für Wirtschafts-Psychologie und Angewandte Hirn-Forschung um. Bis zum Jahr 2008 hat er etwa 550 Unternehmen beraten.

## Publikationen (Auswahl)
- Neue Wege der Selbstmotivation. Dt. Sparkassenverlag, Stuttgart 1991, ISBN 3-09-305804-X.
- Positives Mental-Training im Führungs-Alltag. Dt. Sparkassenverlag, Stuttgart 1994, ISBN 3-09-305815-5.
- Faszination – der neue Weg zum Kunden. Dt. Sparkassenverlag, Stuttgart 1998, ISBN 3-09-301131-0.